# Wouter Van Driessche
Wouter Van Driessche (10 september 1977) is een Vlaams journalist. Hij was van 2012 tot 2013 hoofdredacteur van het blad Humo.

## Biografie

### Studies
Van Driessche studeerde in 2000 af aan de UGent als licentiaat in de Romaanse talen. Hij werkte van 2000 tot 2002 twee jaar als assistent Franse Taalkunde aan diezelfde universiteit. Daarna gaf hij tot 2004 lessen Frans aan het Don Bosco College in Zwijnaarde.

### Journalistieke carrière
Zijn journalistieke carrière begon bij De Morgen, waar hij van maart 2003 tot juni 2004 freelance werkte. Hij was een jaar en een maand eindredacteur, coördinator en journalist voor Deng en vertrok daarna naar Focus Knack, waar hij drie jaar en vier maanden in dezelfde functie actief was. Van 2008 tot 2011 was hij werkzaam als journalist bij De Tijd en daarna één jaar bij De Standaard. 
In 2011 won hij samen met collega's Peter De Lobel en Bart Brinckman de Belfius Prijs voor het beste persartikel. 
Van 2012 tot 2013 volgde Van Driessche Bart Vanegeren op als hoofdredacteur van Humo. Hij werd daarna op zijn beurt opgevolgd door Karel Degraeve.